# 信託協会
一般社団法人信託協会（しんたくきょうかい、英: Trust Companies Association of Japan）は、信託制度の発達を図り公共の利益を増進することを目的とし、信託に関する各種事業を行っている業界団体である。旧公益法人の社団法人を経て、現在は一般社団法人。

## 沿革
- 1919年（大正8年）2月 信託会社協会 発足。
- 1923年（大正12年）1月 信託協会に改称。（信託法・信託業法施行）
- 1926年（大正15年）1月 社団法人信託協会となる。（大蔵省の認可）
- 1942年（昭和17年）8月 社団法人信託集会所に改称。
- 1945年（昭和20年）10月1日 社団法人信託協会に改称。
- 2011年（平成23年）10月3日 一般社団法人信託協会に移行。

## 信託相談所
信託協会では、「信託相談所」を設置し、信託銀行等の信託業務等に関するさまざまな照会や相談および要望や苦情を受付けている。

## 信託文献センター
信託協会では、信託研究の振興を図るために「信託文献センター」を設立し、信託に関する日本国内外の文献・資料を収集し、信託に携わる研究者および実務家の閲覧に供している。